# Robert Böttcher
Robert Böttcher (* 12. September 1989) ist ein deutscher Volleyballspieler.

## Karriere
Böttcher begann seine Karriere bei den Sportfreunden Brandenburg (SFB 94 e.V.) und wechselte anschließend zum Nachwuchsteam VC Olympia Berlin. Mit der Junioren-Nationalmannschaft nahm er 2007 an der U19-WM in Mexiko teil und wurde im Folgejahr in Tschechien Vize-Europameister mit der U21. In der Saison 2009/10 spielte der Mittelblocker beim Zweitligisten TSGL Schöneiche und wechselte anschließend zum Bundesligisten RWE Volleys Bottrop, mit dem er 2012 in die zweite Liga abstieg. In der Folgesaison stieg er mit den RWE Volleys als Meister der 2. Bundesliga Nord erneut in das deutsche Oberhaus auf. Im Dezember 2013 wurde den RWE Volleys Bottrop die Bundesligalizenz entzogen, worauf Böttcher seine Volleyballkarriere beendete.